# ديلان يو
ديلان يو هو لاعب هوكي الجليد كندي، ولد في 16 يوليو 1986 في برينس ألبرت في كندا.

## وصلات خارجية
- ديلان يو على موقع دوري الهوكي الوطني (الإنجليزية)
- ديلان يو على موقع EliteProspects.com (الإنجليزية)
- ديلان يو على موقع HockeyDB.com (الإنجليزية)